# Casa al carrer Sant Miquel, 2 (Batea)
La Casa al carrer Sant Miquel, 2 és una obra de Batea (Terra Alta) inclosa a l'Inventari del Patrimoni Arquitectònic de Catalunya.

## Descripció
Exemplar típic d'habitatge popular sobre construcció medieval. Les finestres, originalment amb llinda de pedra que de vegades duia una petita arcuació dibuixada, han donat pas als balcons i les obertures desordenades i les portes són de nova factura, essent la d'entrada ogival amb una "sortida de cavallers" al seu costat. És una construcció feta amb carreus i pedra menys treballada, de tres pisos i part de golfa amb grans obertures. La coberta està feta amb teula àrab.

## Història
Les "sortides de cavallers" són portes petites que se situen a la vora d'altres més grans, en aquest cas amb arc apuntat ambdues, i que estan aixecades del terra per facilitar la pujada als cavalls des de l'interior de l'edifici.